# Karpaty Lviv
Maillots
Actualités
Le Karpaty Lviv (en ukrainien : «Карпати» Львів) est un club ukrainien de football basé à Lviv qui évolue en troisième division pour la saison 2020-2021.

## Historique

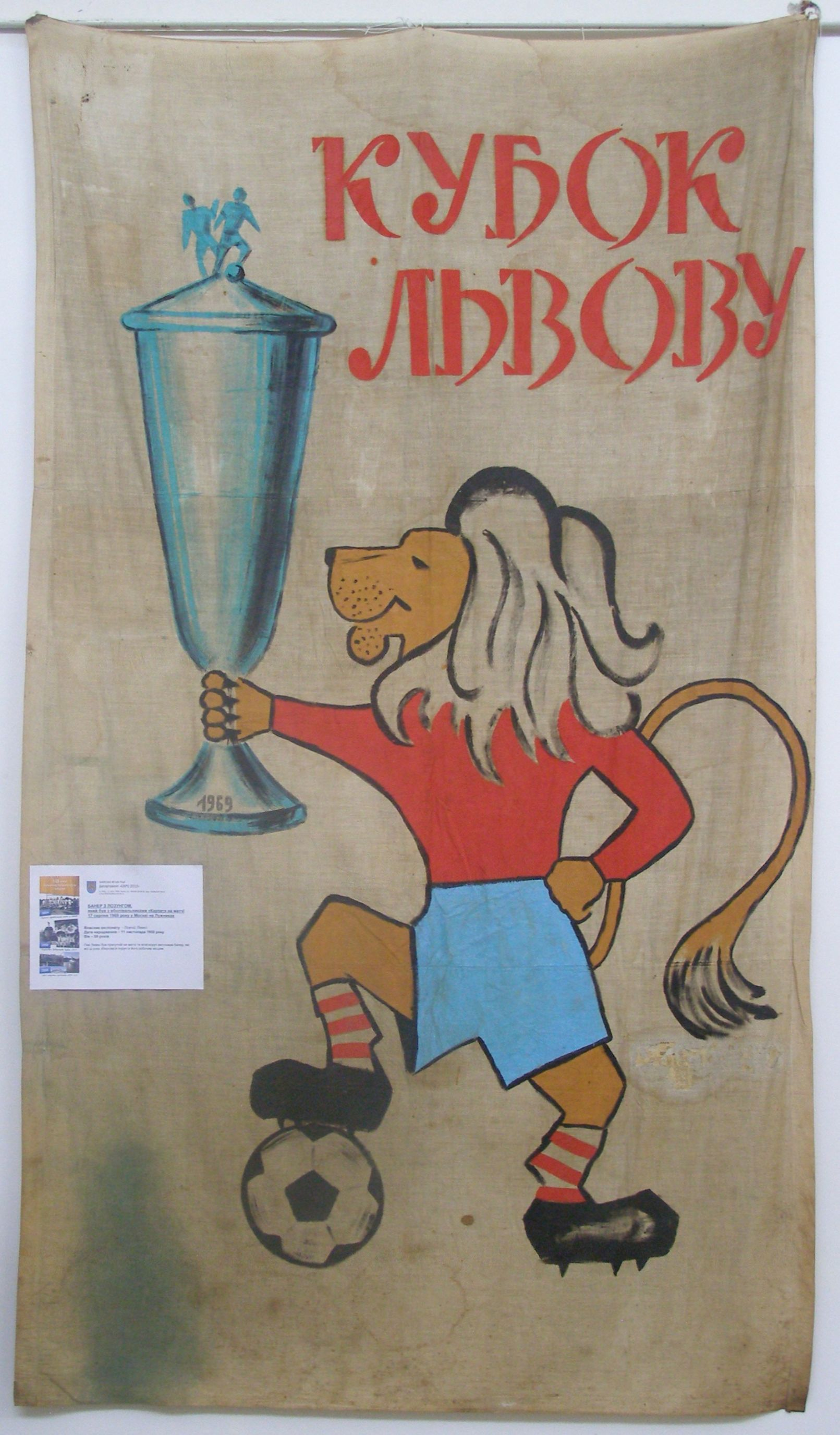
Bannière commémorant la victoire du club en Coupe d'Union soviétique en 1969.

- 1963 : fondation du club sous le nom de Karpaty Lvov
- 1969 : le club remporte la Coupe d'Union soviétique alors qu'il évolue en deuxième division, devenant la seule équipe à réaliser cette performance
- 1970 : 1re participation à une Coupe d'Europe (C2, saison 1970/1971)
- 1982 : le club est renommé SKA Karpaty Lvov
- 1989 : fermeture du club
- 1989 : refondation du club sous le nom de Karpaty Lviv
- 2020 : le club est exclu de la première division ukrainienne pour ne pas s'être présenté à deux rencontres de championnat[3]. Il est relégué en troisième division.

## Bilan sportif

### Palmarès
| Période ukrainienne | Période soviétique |
| - Championnat d'Ukraine - Troisième : 1998. - Coupe d'Ukraine - Finaliste : 1993 et 1999. - Championnat d'Ukraine de D2 - Vice-champion : 2005. | - Coupe d'URSS - Vainqueur : 1969. - Championnat d'URSS de D2 - Champion : 1970 et 1979. - Championnat d'URSS de D3 - Champion : 1991 (Ouest). |

### Classements en championnat
La frise ci-dessous résume les classements successifs du club en championnat d'Union soviétique.
La frise ci-dessous résume les classements successifs du club en championnat d'Ukraine.

### Bilan par saison
Légende
- Vainqueur de la compétition
- Vice-champion ou finaliste de la compétition
- Troisième de la compétition
- Promu en division supérieure
- Relégué en division inférieure

#### Période soviétique
| Saison           | Championnat                                  | Championnat                                  | Championnat                                  | Championnat                                  | Championnat                                  | Championnat                                  | Championnat                                  | Championnat                                  | Championnat                                  | Championnat                                  | Coupe d'URSS                                 |
| Saison           | Division                                     | Pos                                          | Pts                                          | J                                            | V                                            | N                                            | D                                            | BP                                           | BC                                           | Diff                                         | Coupe d'URSS                                 |
| ---------------- | -------------------------------------------- | -------------------------------------------- | -------------------------------------------- | -------------------------------------------- | -------------------------------------------- | -------------------------------------------- | -------------------------------------------- | -------------------------------------------- | -------------------------------------------- | -------------------------------------------- | -------------------------------------------- |
| 1963             | 2e                                           | 7e                                           | 39                                           | 34                                           | 14                                           | 11                                           | 9                                            | 28                                           | 22                                           | +6                                           | 32es de finale                               |
| 1964             | 2e                                           | 10e                                          | 24                                           | 26                                           | 8                                            | 8                                            | 10                                           | 29                                           | 36                                           | -7                                           | Seizièmes de finale                          |
| 1965             | 2e                                           | 9e                                           | 30                                           | 30                                           | 10                                           | 10                                           | 10                                           | 29                                           | 35                                           | -6                                           | Seizièmes de finale                          |
| 1966             | 2e Groupe 2                                  | 14e                                          | 30                                           | 34                                           | 8                                            | 14                                           | 12                                           | 23                                           | 23                                           | 0                                            | Seizièmes de finale                          |
| 1967             | 2e Groupe 2                                  | 7e                                           | 42                                           | 38                                           | 17                                           | 8                                            | 13                                           | 50                                           | 38                                           | +12                                          | 32es de finale                               |
| 1968             | 2e Groupe 1                                  | 1er                                          | 59                                           | 40                                           | 26                                           | 7                                            | 7                                            | 80                                           | 34                                           | +46                                          | 64es de finale                               |
| 1969             | 2e Groupe 3                                  | 6e                                           | 46                                           | 42                                           | 17                                           | 12                                           | 13                                           | 63                                           | 50                                           | +13                                          | Vainqueur                                    |
| 1970             | 2e                                           | 1er                                          | 63                                           | 42                                           | 26                                           | 11                                           | 5                                            | 70                                           | 22                                           | +58                                          | 64es de finale                               |
| 1971             | 1re                                          | 10e                                          | 28                                           | 30                                           | 5                                            | 18                                           | 7                                            | 30                                           | 35                                           | -5                                           | Huitièmes de finale                          |
| 1972             | 1re                                          | 14e                                          | 24                                           | 30                                           | 8                                            | 8                                            | 14                                           | 27                                           | 43                                           | -16                                          | Demi-finales                                 |
| 1973             | 1re                                          | 14e                                          | 19                                           | 30                                           | 8                                            | 6                                            | 16                                           | 28                                           | 48                                           | -20                                          | Seizièmes de finale                          |
| 1974             | 1re                                          | 11e                                          | 28                                           | 30                                           | 8                                            | 12                                           | 10                                           | 33                                           | 33                                           | 0                                            | Seizièmes de finale                          |
| 1975             | 1re                                          | 6e                                           | 32                                           | 30                                           | 11                                           | 10                                           | 9                                            | 36                                           | 28                                           | +8                                           | Huitièmes de finale                          |
| 1976 (printemps) | 1re                                          | 4e                                           | 18                                           | 15                                           | 7                                            | 4                                            | 4                                            | 25                                           | 19                                           | +6                                           | Quarts de finale                             |
| 1976 (automne)   | 1re                                          | 4e                                           | 17                                           | 15                                           | 6                                            | 5                                            | 4                                            | 22                                           | 19                                           | +3                                           | Quarts de finale                             |
| 1977             | 1re                                          | 15e                                          | 26                                           | 30                                           | 6                                            | 14                                           | 10                                           | 26                                           | 30                                           | -4                                           | Huitièmes de finale                          |
| 1978             | 2e                                           | 4e                                           | 52                                           | 38                                           | 21                                           | 10                                           | 7                                            | 60                                           | 37                                           | +23                                          | Seizièmes de finale                          |
| 1979             | 2e                                           | 1er                                          | 64                                           | 46                                           | 27                                           | 10                                           | 9                                            | 89                                           | 43                                           | +46                                          | Demi-finales                                 |
| 1980             | 1re                                          | 17e                                          | 26                                           | 34                                           | 9                                            | 8                                            | 17                                           | 23                                           | 43                                           | -20                                          | Phase de groupes                             |
| 1981             | 2e                                           | 11e                                          | 44                                           | 46                                           | 17                                           | 10                                           | 19                                           | 57                                           | 60                                           | -3                                           | Phase de groupes                             |
| 1982-1988        | Actif sous la forme du Karpaty-SKA Lviv (en) | Actif sous la forme du Karpaty-SKA Lviv (en) | Actif sous la forme du Karpaty-SKA Lviv (en) | Actif sous la forme du Karpaty-SKA Lviv (en) | Actif sous la forme du Karpaty-SKA Lviv (en) | Actif sous la forme du Karpaty-SKA Lviv (en) | Actif sous la forme du Karpaty-SKA Lviv (en) | Actif sous la forme du Karpaty-SKA Lviv (en) | Actif sous la forme du Karpaty-SKA Lviv (en) | Actif sous la forme du Karpaty-SKA Lviv (en) | Actif sous la forme du Karpaty-SKA Lviv (en) |
| 1989             | 3e Zone 5                                    | 3e                                           | 58                                           | 42                                           | 24                                           | 10                                           | 8                                            | 63                                           | 34                                           | +29                                          | —                                            |
| 1990             | 3e Ouest                                     | 3e                                           | 55                                           | 42                                           | 23                                           | 9                                            | 10                                           | 61                                           | 36                                           | +25                                          | —                                            |
| 1991             | 3e Ouest                                     | 1er                                          | 59                                           | 42                                           | 24                                           | 11                                           | 7                                            | 47                                           | 27                                           | +20                                          | Huitièmes de finale                          |
| 1991             | 3e Ouest                                     | 1er                                          | 59                                           | 42                                           | 24                                           | 11                                           | 7                                            | 47                                           | 27                                           | +20                                          | 32es de finale                               |

#### Période ukrainienne
| Saison    | Championnat        | Championnat | Championnat | Championnat | Championnat | Championnat | Championnat | Championnat | Championnat | Championnat | Coupe d'Ukraine     |
| Saison    | Division           | Pos         | Pts         | J           | V           | N           | D           | BP          | BC          | Diff        | Coupe d'Ukraine     |
| --------- | ------------------ | ----------- | ----------- | ----------- | ----------- | ----------- | ----------- | ----------- | ----------- | ----------- | ------------------- |
| 1992      | 1re                | 13e         | 16          | 18          | 5           | 6           | 7           | 15          | 18          | -3          | Huitièmes de finale |
| 1992-1993 | 1re                | 6e          | 30          | 30          | 10          | 10          | 10          | 37          | 38          | -1          | Finale              |
| 1993-1994 | 1re                | 5e          | 40          | 34          | 16          | 8           | 10          | 37          | 30          | +7          | Demi-finales        |
| 1994-1995 | 1re                | 8e          | 45          | 34          | 12          | 9           | 13          | 32          | 36          | -4          | Huitièmes de finale |
| 1995-1996 | 1re                | 8e          | 46          | 34          | 12          | 10          | 12          | 39          | 39          | 0           | Huitièmes de finale |
| 1996-1997 | 1re                | 5e          | 52          | 30          | 15          | 7           | 8           | 36          | 23          | +13         | Quarts de finale    |
| 1997-1998 | 1re                | 3e          | 57          | 30          | 16          | 9           | 5           | 36          | 20          | +16         | Huitièmes de finale |
| 1998-1999 | 1re                | 4e          | 55          | 30          | 15          | 10          | 5           | 54          | 34          | +20         | Finale              |
| 1999-2000 | 1re                | 9e          | 40          | 30          | 12          | 4           | 14          | 39          | 38          | +1          | Quarts de finale    |
| 2000-2001 | 1re                | 10e         | 30          | 26          | 9           | 3           | 14          | 33          | 42          | -9          | Seizièmes de finale |
| 2001-2002 | 1re                | 8e          | 29          | 26          | 7           | 8           | 11          | 19          | 31          | -12         | Quarts de finale    |
| 2002-2003 | 1re                | 7e          | 36          | 30          | 9           | 9           | 12          | 29          | 37          | -8          | Seizièmes de finale |
| 2003-2004 | 1re                | 15e         | 26          | 30          | 6           | 8           | 16          | 22          | 39          | -17         | 32es de finale      |
| 2004-2005 | 2e                 | 6e          | 52          | 34          | 15          | 7           | 12          | 39          | 35          | +4          | Huitièmes de finale |
| 2005-2006 | 2e                 | 2e          | 80          | 34          | 25          | 5           | 3           | 53          | 14          | +39         | Demi-finales        |
| 2006-2007 | 1re                | 8e          | 37          | 30          | 9           | 10          | 11          | 26          | 32          | -6          | Seizièmes de finale |
| 2007-2008 | 1re                | 10e         | 33          | 30          | 9           | 6           | 15          | 29          | 41          | -12         | Seizièmes de finale |
| 2008-2009 | 1re                | 9e          | 34          | 30          | 8           | 10          | 12          | 33          | 39          | -6          | Seizièmes de finale |
| 2009-2010 | 1re                | 5e          | 50          | 30          | 13          | 11          | 6           | 44          | 35          | +9          | Huitièmes de finale |
| 2010-2011 | 1re                | 5e          | 48          | 30          | 13          | 9           | 8           | 41          | 34          | +7          | Quarts de finale    |
| 2011-2012 | 1re                | 14e         | 23          | 30          | 5           | 8           | 17          | 27          | 51          | -24         | Demi-finales        |
| 2012-2013 | 1re                | 14e         | 27          | 30          | 7           | 6           | 17          | 37          | 52          | -15         | Quarts de finale    |
| 2013-2014 | 1re                | 11e         | 32          | 28          | 7           | 11          | 10          | 33          | 39          | -6          | Huitièmes de finale |
| 2014-2015 | 1re                | 13e         | 15-9        | 26          | 5           | 9           | 12          | 22          | 31          | -9          | Huitièmes de finale |
| 2015-2016 | 1re                | 7e          | 30          | 26          | 8           | 6           | 12          | 26          | 37          | -11         | Seizièmes de finale |
| 2016-2017 | 1re                | 10e         | 30-6        | 32          | 9           | 9           | 14          | 35          | 41          | -6          | Huitièmes de finale |
| 2017-2018 | 1re                | 8e          | 37          | 32          | 8           | 13          | 11          | 28          | 45          | -17         | Seizièmes de finale |
| 2018-2019 | 1re                | 10e         | 33          | 32          | 8           | 9           | 15          | 44          | 53          | -9          | Quarts de finale    |
| 2019-2020 | 1re                | 12e         | 15          | 32          | 2           | 9           | 21          | 19          | 48          | -29         | Seizièmes de finale |
| 2020-2021 | 3e groupe A        | 13e         | 13          | 24          | 3           | 4           | 17          | 20          | 55          | -35         | 64es de finale      |
| 2021-2022 | 3e groupe A        | 1er         | 48          | 18          | 16          | 0           | 2           | 46          | 7           | +39         | 32es de finale      |
| 2022-2023 | 2e grp A+grp prom. | 2e+5e       | 28+18       | 14+14       | 9+5         | 1+3         | 4+6         | 15+12       | 8+16        | +7/-4       | Annulée             |

### Bilan européen
Note : dans les résultats ci-dessous, le score du club est toujours donné en premier.
| Saison                                         | Compétition                                    | Tour                                           | Club                                           | Domicile                                       | Extérieur                                      | Total                                          |
| Représentant de l'Union soviétique (1970-1991) | Représentant de l'Union soviétique (1970-1991) | Représentant de l'Union soviétique (1970-1991) | Représentant de l'Union soviétique (1970-1991) | Représentant de l'Union soviétique (1970-1991) | Représentant de l'Union soviétique (1970-1991) | Représentant de l'Union soviétique (1970-1991) |
| ---------------------------------------------- | ---------------------------------------------- | ---------------------------------------------- | ---------------------------------------------- | ---------------------------------------------- | ---------------------------------------------- | ---------------------------------------------- |
| 1970-1971                                      | Coupe des coupes                               | Premier tour                                   | Steaua Bucarest                                | 0 - 1                                          | 3 - 3                                          | 3 - 4                                          |
| Représentant de l'Ukraine (depuis 1992)        |                                                |                                                |                                                |                                                |                                                |                                                |
| 1993-1994                                      | Coupe des coupes                               | Tour préliminaire                              | Shelbourne FC                                  | 1 - 0                                          | 1 - 3                                          | 2 - 3                                          |
| 1994-1995                                      | Coupe UEFA                                     | Premier tour                                   | Helsingborgs IF                                | 1 - 1 ap                                       | 1 - 1                                          | 1 - 1 (2 - 4 tab)                              |
| 2010-2011                                      | Ligue Europa                                   | Deuxième tour Q                                | KR Reykjavík                                   | 3 - 2                                          | 3 - 0                                          | 6 - 2                                          |
| 2010-2011                                      | Ligue Europa                                   | Troisième tour Q                               | FC Zestafoni                                   | 1 - 0                                          | 1 - 0                                          | 2 - 0                                          |
| 2010-2011                                      | Ligue Europa                                   | Barrages Q                                     | Galatasaray SK                                 | 1 - 1                                          | 2 - 2                                          | 3 - 3 E                                        |
| 2010-2011                                      | Ligue Europa                                   | Groupe J                                       | Paris Saint-Germain                            | 1 - 1                                          | 0 - 2                                          | Quatrième                                      |
| 2010-2011                                      | Ligue Europa                                   | Groupe J                                       | Séville FC                                     | 0 - 1                                          | 0 - 4                                          | Quatrième                                      |
| 2010-2011                                      | Ligue Europa                                   | Groupe J                                       | Borussia Dortmund                              | 3 - 4                                          | 0 - 3                                          | Quatrième                                      |
| 2011-2012                                      | Ligue Europa                                   | Troisième tour Q                               | St. Patrick's AFC                              | 2 - 0                                          | 3 - 1                                          | 5 - 1                                          |
| 2011-2012                                      | Ligue Europa                                   | Barrages Q                                     | PAOK Salonique                                 | 1 - 1                                          | 0 - 2                                          | 1 - 3                                          |

Légende
- Victoire ou qualification pour le tour suivant
- Match nul
- Défaite ou élimination de la compétition

## Personnalités du club

### Entraîneurs
La liste suivante présente les différents entraîneurs connus du club,.
- Oleh Joukov (uk) (1963)
- Sergueï Korchounov (en) (1964-1965)
- Nikolaï Dementiev (en) (1965-juillet 1966)
- Yevhen Lemeshko (en) (juillet 1966-août 1967)
- Vasyl Vassyliev (uk) (août 1967-juillet 1968)
- Ernő Juszt (en) (juillet 1968-1971)
- Anatoli Polossine (en) (janvier 1972-juillet 1972)
- Valentin Bouboukine (juillet 1972-septembre 1974)
- Ernő Juszt (en) (septembre 1974-septembre 1978)
- Ishtvan Sekech (en) (septembre 1978-septembre 1980)
- Iaroslav Dmytrasevitch (septembre 1980-1981)
- Club inactif (1982-1988)
- Borys Rassykhin (en) (1989)
- Volodymyr Bulhakov (en) (1990)
- Rostyslav Pototchniak (uk) (janvier 1991-juillet 1991)
- Stepan Yurchyshyn (en) (juillet 1991-juin 1992)
- Myron Markevych (juillet 1992-juillet 1995)
- Volodymyr Zhuravchak (en) (juillet 1995-juin 1996)
- Myron Markevych (juillet 1996-1998)
- Stepan Yurchyshyn (en) (mars 1999-juin 1999)
- Lev Brovarskyi (en) (juillet 1999-mai 2000)
- Stepan Yurchyshyn (en) (juin 2001)
- Myron Markevych (juillet 2001-juin 2002)
- Volodymyr Zhuravchak (en) (juin 2002-septembre 2002)
- Valentyn Khodukin (septembre 2002-décembre 2002)
- Ivan Golac (en) (décembre 2002-août 2003)
- Myron Markevych (août 2003-juin 2004)
- Valentyn Khodukin (juillet 2004-septembre 2004)
- Yuriy Dyachuk-Stavytskyi (septembre 2004-juin 2006)
- Oleksandr Ishchenko (en) (juin 2006-septembre 2007)
- Valeriy Yaremchenko (en) (septembre 2007-mai 2008)
- Oleg Kononov (juin 2008-octobre 2011)
- Pavel Kucherov (octobre 2011-janvier 2012)
- Volodymyr Sharan (en) (janvier 2012-mars 2012)
- Yuriy Dyachuk-Stavytskyi (mars 2012-juin 2012)
- Pavel Kucherov (juin 2012-juillet 2012)
- Nikolay Kostov (en) (juillet 2012-juin 2013)
- Yuriy Dyachuk-Stavytskyi (mai 2013-juin 2013)
- Oleksandr Sevidov (juin 2013-juin 2014)
- Igor Jovićević (juin 2014-janvier 2016)
- Oleh Luzhnyy (janvier 2016-juin 2016)
- Anatoliy Chantsev (en) (juin 2016-juillet 2016)
- Serhiy Zaytsev (en) (juillet 2016-octobre 2016)
- Oleg Dulub (en) (octobre 2016-juin 2017)
- Sergio Navarro (juin 2017-septembre 2017)
- Serhiy Zaytsev (en) (septembre 2017-novembre 2017)
- Oleh Boychyshyn (en) (novembre 2017-août 2018)
- José Morais (août 2018-novembre 2018)
- Oleh Boychyshyn (en) (novembre 2018-janvier 2019)
- Fabri González (en) (janvier 2019-mai 2019)
- Oleksandr Chyzhevskyi (en) (mai 2019-septembre 2019)
- Roman Sanzhar (en) (septembre 2019-juillet 2020)
- Lyubomyr Vovchuk (août 2020-juillet 2021)
- Andriy Tlumak (octobre 2020-mai 2023)
- Myron Markevych (juin 2023- )

### Joueurs emblématiques
La liste suivante présente des joueurs dont le passage au club est considéré comme notable,.
- Andriy Bal (1977-1980)
- Iouri Basalyk (uk) (1967-1969)
- Hryhoriy Batych (en) (1977-1981, 1989)
- Iouri Bondarenko (uk) (1969, 1974-1979)
- Lev Brovarskyi (en) (1968-1980)
- Volodymyr Bulhakov (en) (1966-1971)
- Oleksiy Chvoïnytsky (uk) (1976-1981)
- Volodymyr Danyliouk (uk) (1966-1978)
- Petro Danyltchouk (uk) (1967-1972)
- Iouri Doubrovny (uk) (1975-1981)
- Yaroslav Dumanskyi (en) (1977-1981)
- Ivan Dykovets (uk) (1963-1967)
- Iván Gereg (uk) (1968-1976)
- Ianoch Habovda (uk) (1968-1971)
- Ivan Hereh (uk) (1968-1976)
- Bohdan Hrechtchak (uk) (1967-1973)
- Iaroslavl Kikot (uk) (1972-1977)
- Roman Khijak (uk) (1971-1976)
- Eduard Kozynkevych (1972-1974, 1976-1978)
- Anatoliy Kroshchenko (en) (1963-1968)
- Ihor Kulchytskyi (en) (1963-1972)
- Hennadi Lykhatchov (uk) (1967-1977)
- Roman Pokora (en) (1966-1974)
- Rostyslav Pototchniak (uk) (1966-1977)
- Oleh Rodin (en) (1974-1981, 1983)
- Ostap Savka (uk) (1970-1977)
- Anatoli Saulevitch (uk) (1978-1981, 1989)
- Youri Susloparov (1977-1980)
- Valeriy Syrov (en) (1968-1973, 1975-1976)
- Fedir Tchorba (uk) (1973-1978)
- Habor Vaïda (uk) (1970-1973)
- Stepan Yurchyshyn (en) (1978-1981, 1989-1990)
- Yuriy Benyo (en) (1996-1999, 2002-2005)
- Oleksandr Chyzhevskyi (en) (1990-1999, 2002)
- Artem Fedetskyi (2010-2012, 2017-2019)
- Ivan Hetsko (en) (1998-1999)
- Oleksandr Hladkyy (2012-2014, 2017)
- Mykola Ishchenko (2000-2008)
- Ihor Khudobyak (2005-2017)
- Vasyl Kobin (2006-2009)
- Serhiy Kovalets (en) (1997-2000)
- Denys Kozhanov (2007-2011, 2014-2016)
- Pavlo Ksyonz (en) (2012-2017)
- Roman Laba (en) (1989-1992)
- Vasyl Leskiv (uk) (1989-1994, 1998-1999)
- Serhiy Mizin (en) (1998-2000, 2002-2004)
- Anatoliy Mushchynka (en) (1990-1992)
- Volodymyr Mykytyn (en) (1996-1998)
- Yevheni Nazarov (uk) (1996-2001, 2003-2004)
- Ihor Oshchypko (2008-2013)
- Ivan Pavliouk (uk) (1993-1996, 1999-2002)
- Igor Plastun (2012-2016)
- Andriy Pokladok (en) (1992-1997, 1999-2002)
- Viktor Rafaltchouk (uk) (1981, 1989-1991, 1993)
- Volodymyr Sharan (en) (1989-1991, 1998-2001)
- Bohdan Strontsitsky (en) (1992-2002)
- Roman Tolotchko (uk) (1991-1992, 1996-2002)
- Lioubomyr Vovtchouk (uk) (1990, 1995-2002)
- Oleksandr Yevtushok (en) (1993-1995, 1996, 1998-1999)
- Alekseï Soutchkov (en) (2002-2007)
- Sergei Zenjov (2008-2014)
- Lucas Pérez (2011-2013)
- Murtaz Daushvili (2012-2016)
- Alexander Gourouli (2008-2012)
- Alexandru Golban (en) (2004-2006)
- Sergey Kovalchuk (2002-2004)
- Samson Godwin (2002-2013)
- Maciej Nalepa (en) (2001-2008)

### Effectif actuel
Effectif à jour au 29 février 2020.
| N° | Nat.                   | Poste | Nom du joueur                             |
| -- | ---------------------- | ----- | ----------------------------------------- |
| 7  | Drapeau de l'Ukraine   | M     | Dmytro Klyots                             |
| 8  | Drapeau de l'Ukraine   | M     | Nazar Verbnyi                             |
| 13 | Drapeau de l'Ukraine   | A     | Yaroslav Deda                             |
| 14 | Drapeau de l'Ukraine   | M     | Artem Kozak                               |
| 17 | Drapeau de la Moldavie | A     | Alexandru Boiciuc                         |
| 19 | Drapeau d’Israël       | A     | Hisham Layous                             |
| 20 | Drapeau de l'Argentine | M     | Francisco Di Franco                       |
| 21 | Drapeau de la Finlande | M     | Abukar Mohamed (prêt du SS Lazio)         |
| 24 | Drapeau de l'Ukraine   | D     | Vladyslav Dubinchak (prêt du Dynamo Kiev) |
| 25 | Drapeau du Sénégal     | A     | Matar Dieye (prêt de l'Olimpik Donetsk)   |
| 28 | Drapeau de l'Ukraine   | M     | Volodymyr Tanchyk                         |
| 29 | Drapeau de l'Ukraine   | M     | Yehor Nazaryna (prêt du Royal Antwerp)    |
| 30 | Drapeau de la Géorgie  | D     | Andro Giorgadze                           |

| No. | Nat.                      | Position | Nom du joueur                          |
| --- | ------------------------- | -------- | -------------------------------------- |
| 31  | Drapeau de l'Ukraine      | G        | Oleh Kudryk (prêt du Chakhtar Donetsk) |
| 32  | Drapeau de l'Ukraine      | G        | Anton Kanibolotsky                     |
| 33  | Drapeau de l'Ukraine      | M        | Volodymyr Yakimets                     |
| 34  | Drapeau du Luxembourg     | D        | Tim Hall                               |
| 41  | Drapeau de l'Ukraine      | D        | Hennadi Pasich                         |
| 49  | Drapeau de l'Ukraine      | D        | Roman Slyva                            |
| 62  | Drapeau de l'Ukraine      | G        | Anton Zadereiko                        |
| 64  | Drapeau de l'Ukraine      | D        | Oleh Veremiyenko                       |
| 66  | Drapeau du Luxembourg     | D        | Marvin da Graça                        |
| 68  | Drapeau de l'Ukraine      | M        | Roman Tolochko                         |
| 73  | Drapeau de l'Ukraine      | M        | Rostyslav Lyakh                        |
| 95  | Drapeau de la Biélorussie | A        | Kirill Kirilenko                       |